# قرفص ببغائي
قرفص ببغائي (الاسم العلمي:Serranus psittacinus) (بالإنجليزية: Barred serrano)‏ هو نوع من الأسماك يتبع جنس القرفص من الفصيلة القرفصية.